# Paradennstaedtia glabrata
Paradennstaedtia glabrata là một loài thực vật có mạch trong họ Dennstaedtiaceae. Loài này được (Ces.) Tagawa miêu tả khoa học đầu tiên năm 1952.